# Francisco Lagos Cházaro
Francisco Lagos Cházaro (Tlacotalpan, Veracruz; 30 de septiembre de 1878-Ciudad de México, 13 de noviembre de 1932) fue un abogado y político mexicano que se desempeñó como presidente de México entre junio y octubre de 1915 por acuerdo de la Convención de Aguascalientes, adhiriente al movimiento maderista y antagonista del régimen del general Venustiano Carranza.

## Origen
Francisco Jerónimo de Jesús Lagos Cházaro nació en Tlacotalpan (estado de Veracruz) en el seno de una distinguida familia formada por Francisco Lagos y Jiménez y su esposa Francisca Cházaro Mortera (prima de Juan Bautista Topete, presidente del Consejo de Ministros del Reino de España).

## Carrera
Estudió la carrera de Leyes en la Universidad Veracruzana y en la Ciudad de México. En 1909 se afilió al Partido Nacional Antirreeleccionista, del que fue miembro muy activo. Al triunfo del maderismo fue síndico del Ayuntamiento de Córdoba y gobernador por elección del Estado de Veracruz, cargo que desempeñaba cuando se produjo el asesinato del presidente Francisco I. Madero y marchó a presentarse con Venustiano Carranza, gobernador de Coahuila en Saltillo.
Al ocurrir el rompimiento de los líderes revolucionarios, Lagos Cházaro se unió al villismo en la ciudad de Chihuahua, donde fundó y dirigió el periódico Vida Nueva. En la Convención de Aguascalientes fue secretario del general Roque González Garza, quien le entregó la Presidencia de la República, luego de que este renunciara al cargo.

## Presidencia de la República
Recibió la presidencia el 10 de junio de 1915, pero no pudiendo sostenerse en la capital, dado el distanciamiento que se produjo entre los principales jefes revolucionarios y por acuerdo de la Convención de Aguascalientes, trasladó su gobierno a la ciudad de Toluca, capital del Estado de México. La situación se hizo más aguda cada día, y Lagos Cházaro salió del país por Manzanillo, Colima, radicando en Centroamérica. De regreso a México, falleció en la capital el 13 de noviembre de 1932.